# Nidikolia
Nidikolia – szczególny przypadek synoekii, w której owady żyją w gniazdach ssaków lub ptaków znajdując w nich pokarm (materiał gniazda lub rosnące w nim grzyby).
Nidicola. Owady żyjące w gniazdach ptaków i ssaków; żywią się odpadkami i materiałem, z którego zbudowane są gniazda lub organizmami towarzyszącymi gniazdom (grzybami); nidicola to najczęściej larwy (niektórych chrząszczy, motyli, pcheł) i gryzki występujące w gniazdach w ciągu całego życia.